# Orde van de Familie
De Orde van de Familie van Patiala ("Nishan-i-Raha-Phul-ki-Bari") is een ridderorde van de indertijd machtige Indiase vorstenstaat Patiala. De ridderorde werd ingesteld door Z.H. Luitenant-generaal Farzand-i-Khas-i-Dalaut-i-Inglishia Mansur-i-Zaman Amir-ul-Umra Maharajadhiraja Rajeshwar Sri Mahera-i-Rajagan Bhupendra Singh, Maharadja van Patiala, de feodale heerser van het vorstendom Patiala.
De orde heeft zes graden en werd voor verdiensten aan het hof toegekend.
De aanduiding van de zes graden is typisch Europees maar de versierselen zijn in stijl eerder Voor-Indisch.
- Ridder Grootkruis
- Ridder Commandeur
- Commandeur
- Officier
- Lid der Vijfde Klasse
- Lid der Zesde Klasse

Het kleinood is een ster met vijf gouden punten. Op het centrale gouden medaillon met rode rand zijn twee figuren afgebeeld die onder een boom een mantel delen. Op de ring staat in gouden Gurmukhi letters "PACHMI PADSHAH PHOOLI PHALI RAHA PHUL KI BARI" oftewel "moge het Huis van Phul eeuwig floreren".
De dynastie der Phul regeerde Patiala tot 1947. Onder de ster is een groen geëmailleerde lauwerkrans met gouden vruchten en bijeengebonden met gouden linten gelegd. Als verhoging en verbinding met lint of keten is een gouden tiara, een drievoudige kroon, aangebracht.
Er is een kostbare keten bekend bestaande uit twee gekruiste gouden kirpans, drie groen geëmailleerde gouden kransen met een hartsvanger, twee paar gouden palmtakken met daarop een krans van robijnen en een centrale blauwe cirkel met twee lansen.
De ster der Ie Klasse is van zilver en heeft vijf punten. Daarop is het kleinood met de kroon gelegd.
De ronde zonvormige ster der Ie Klasse is van zilver en heeft vijftien rode en vijfenzeventig gouden stralen. Daarop is het gouden medaillon met de kroon gelegd.
De onderscheiding, mogelijk een huisorde, werd niet aan Britten uitgereikt. De Britse bestuurders van de Raj mochten geen geschenken en zeker geen ridderorden aannemen van de quasi onafhankelijke Indiase vorsten. De vorsten stonden bekend om hun enorme rijkdom maar zij werden door de ambtenaren van de Britse onderkoning scherp in de gaten gehouden.De regering maakte bezwaar tegen het bestaan van ridderorden in de vorstenstaten maar zij zag het bestaan ervan door de vingers zo lang als er geen Britten in die ridderorden werden opgenomen. In een enkel geval heeft men gesanctioneerd dat een politieman een medaille van een inlandse vorst ontving.
In 1947 werden de vorsten gedwongen om hun staten deel te laten uitmaken van de republiek India. In de "actie polo" greep het Indiase leger in opdracht van Nehru de macht in de zelfstandige rijken als Haiderapur en Patiala. De vorsten kregen een pensioen en zij bleven enige tijd een ceremoniële rol spelen. Hun ridderorden mochten niet worden gedragen in India maar voor zover het om gebruik binnen de familie en het hof ging werd het dragen van de orden van een maharadja door de vingers gezien.
Het lint is geel met groene biezen en een rode middenstreep. Er is een smal grootlint van slechts 65 millimeter breedte in plaats van de gebruikelijke 100 millimeter. Misschien was het als lint in de prinsengrootte voor jongens bedoeld maar het kan een dameslint zijn.